# Sphaenorhynchus carneus
Sphaenorhynchus carneus är en groddjursart som först beskrevs av Cope 1868.  Sphaenorhynchus carneus ingår i släktet Sphaenorhynchus och familjen lövgrodor. IUCN kategoriserar arten globalt som livskraftig. Inga underarter finns listade i Catalogue of Life.